# Sint-Niklaaskapel (Kortrijk)
De Sint-Niklaaskapel bevindt zich in de Belgische stad Kortrijk in de Voorstraat. De kapel maakt deel uit van het kloostercomplex van de zusters Sint-Niklaas. Aan dit klooster was tevens tot in 2010 een groot algemeen ziekenhuis verbonden, het Sint-Niklaasziekenhuis aan de Houtmarkt, maar dit werd gesloten na de verhuis van deze campus naar het AZ Groeninge aan de Kennedylaan.